# Esso (fritidsbåt)
Esso är en förruffad passbåt, som ritades av Carl Albert Fagerman (och Henning Forslund) och byggdes 1930 på Sjöexpress varv i Brevik i Lidingö.
Esso beställdes av disponenten Bengt Simonson och såldes 1931 till bokförläggaren David Lindström. Den övertogs av Bengt Lindström 1953.
Hon är k-märkt av Sjöhistoriska museet i Stockholm.